# Anomalon fulvomaculum
Anomalon fulvomaculum är en stekelart som beskrevs av Wang 1982. Anomalon fulvomaculum ingår i släktet Anomalon och familjen brokparasitsteklar. Inga underarter finns listade i Catalogue of Life.